# MPEG-21
Početak rada na MPEG-21 standardu 1999. godine je uspostavio za cilj definiranje otvorenog okvira za multimedijske aplikacije. MPEG-21 se temelji na dva osnovna koncepta:
- Definiciji Digitalnog predmeta (osnovna jedinica za distribuciju i transakciju)
- Korisničkoj interakciji s Digitalnim predmetima.

Digitalni predmeti mogu se smatrati kernelom Multimedijsklog okvira (Multimedia Framework), a korisnici su ti koji su u interakciji s njima unutar Multimedijalnog okvira. Na svojoj najosnovnijoj razini, MPEG-21 pruža okvir u kojem jedan korisnik komunicira s drugim, a objekt te interakcije je Digitalni predmet. S obzirom na to, možemo reći da je glavni cilj MPEG-21 da definira tehnologiju potrebnu za podršku korisnicima za razmjenu, pristup, konzumiranje, trgovinu i manipulaciju digitalnim artiklima na učinkovit i transparentan način. Ciljevi u ranom stadiju razvoja MPEG-21 standarda bili su:
- Da se shvati kako različite dostupne komponente mogu biti uzajamno fitovane,
- Da se diskutuje o tome koji su to potrebni standardi ako za to postoji prostor u odgovarajućoj infrastrukturi,
- Kada se zadovolje prethodne dvije točke da se sprovede integracija različitih standarda.

Da bi se ostvarila ideja o jednom interoperabilnom okruženju, MPEG surađuje s drugim tijelima koji također donose standarde. Kao rezultat te suradnje pojavila se lista od dvadeset i jedan dio elemenata finalnog dokumenta nazvanog Tehnički izvještaj.

## MPEG-21 standard
Ovi dijelovi formiraju osnovni koncept MPEG-21 standarda:
- Vizija tehnologije i strategije
- Deklaracija o digitalnim predmetima (DID)
- Identifikacija i opis digitalnih predmeta
- MPEG-21 za intelektualno upravljanje imovinom i zaštitu (IPMP)
- Rights Expression Language
- Rights Data Dictionary
- Digital Item Adaptation
- Reference Software
- File format
- Digital Item Processing (DIP)
- Evaluation Tools for Persistent Association
- Izvještaj o događaju
- Identifikacija fragmenata
- Streaming Digiralnog predmeta
- Media Value Chain Ontology
- Contract Expression Language (razmatra se mogući početak razvoja)
- Media Contract Ontology (razmatra se mogući početak razvoja)

## Deklaracija o digitalnim predmetima (DID)
Ona osigurava uniformno i fleksibilno uopćavanje i interoperabilnu shemu za naznaku Digitalnih predmeta.

## Identifikacija i opis digitalnih predmeta
Predstavlja sposobnost da opiše bio koji entitet bez obzira na njegovu prirodu ili tip. Identifikacijski sustavi su temeljne komponente bilo kojeg komercijalnog sustava. To se odnosi i na fizički svijet i na digitalni sadržaj u eCommerce okruženju. Danas postoje različiti identifikatori sadržaja ili su u još uvijek fazi razvoja. Ako se MPEG-21 koristit u eCommerce okruženju, bitno je da se takve identifikatore može povezati s digitalnim predmetima.

## MPEG-21 za intelektualno upravljanje imovinom i zaštitu (IPMP)
IPMP se odnosi na omogućavanje prava na intelektualnu svojinu sadržaja kojima se upravlja postojano i pouzdano, dok se zaštita provodi kroz široki opseg u mreži i na uređajima.

## Rights Expression Language
Ovo je strojno čitljiv jezik koji određuje prava i dozvole. MPEG REL, kao što je definirano u ISO/IEC 21000-5, pruža fleksibilne, međusobno ovisne mehanizme za podršku transparentnom i širokom korištenju digitalnih resursa u cijelom lancu na način koji štiti digitalni resurs i poštuje prava, uvjete i naknade koje su navedene za to korištenje. Na primjer, osigurava mehanizme potpore nakladništvu, distribuciju i konzumiranje digitalnih sadržaja kao što su elektroničke knjige, digitalni filmovi, digitalna glazba, interaktivne igre, računalni softver, i svih ostalih proizvoda u digitalnom obliku.

## Rights Data Dictionary
RDD utvrđuje da je standard za semantike bitan za razmijenu izraza između različitih aplikacija za upravljanje digitalnim vlasničkim pravima. Međutim, u vrijeme kad je MPEG odlučila definirati standard, bilo je mnogo sadržaja metapodataka koji su bili već dostupni i onda je trebalo i njih ugraditi u ta prava. Ovaj zahtjev je zadovoljen od strane MPEG Rights Data Dictionary, čija primjena želi olakšati točne razmjene i obrade informacija između zainteresiranih strana uključenih u ostvarivanje prava na i korištenje, digitalnih predmeta.

## Digital Item Adaptation
Posljednjih desetak godina desio se ogroman rast digitalnog multimedijskog sadržaja što je dovelo do šarolikosti medijskih formata, ali i došlo je do povećanja audiovizualnih sadržaja i usluga koje sada uključuju pomno sastavljene setove scena, audia i govora, videa i grafičkih podataka. U isto vrijeme, broj uređaja za pristup i interakciju s multimedijskim sadržajem znatno je porastao. Spektar varira od osobnih računala (PC) i set-top box (STB) za prijenosne uređaje kao što su osobni digitalni asistenti (PDA) i mobilni telefoni. Svaki uređaj može biti ograničen na drugačiji način, kao što je u pogledu veličine zaslona, mogućnosti boja, procesorske snage, memorijskih resursa i napajanja. Konačno, nastao je širok spektar mreža za prijenos multimedijskih sadržaja. Bežične mreže i tehnologije širokopojasnih pristupa su cvjetale u posljednjih nekoliko godina, čime se korisnicima omogućuje pristup web-u i multimedijskim sadržajima s različitih lokacija u različitim kontekstima, te s različitim karakteristikama povezivanja. MPEG - 21 DIA (Digital Item Adaptation) pruža alate kako bi se omogućilo optimalno korištenje kvalitetnih multimedijskih usluga uz minimalne troškove.

## Reference Software
On opisuje referentni softver implementiran u normativne klauzule u ostalim dijelovima norme ISO/IEC 21000. Informacija u ovom standardu je primjenjiva za određivanje referentnih softverskih modula na raspolaganju za dijelove ISO/IEC 21000, za razumijevanje funkcionalnosti dostupnih referentnih programskih modula, te za korištenje dostupnih referentnih softverskih modula.

## File format
Unutar ISO/IEC 14496 MPEG-4 postoji nekoliko dijelova koji definiraju formate datoteka za pohranu vrijeme-based medija (kao što su audio, video i sl.). Oni su svi temelji i proizlazi iz ISO Base Media File Format datoteka, što je strukturalna medijski neovisna definicija koja je također objavljena kao dio standarda JPEG 2000 obitelji. MPEG-21 File Format koristi strukturnu definiciju box-strukturirane datoteke kao što je definirano u ISO Base Media File Format. To definira pohranu MPEG-21 Digitalnih predmeta kao što su slike, filmovi ili drugi ne-XML podaci - unutar iste datoteke.

## Digital Item Processing (DIP)
U MPEG-21 temeljna jedinica transakcije je Digitalni predmet. Kao što je definirano u sklopu 1. ISO/IEC 21000 Digitalni predmet je strukturirani Digitalni objekt sa standardnom prezentacije, identifikacije i metapodataka unutar MPEG-21 okvira. Dio 2 od ISO/IEC 21000 navodi konceptualni model za Deklaraciju Digitalnog predmeta (DID), a također i kao Deklaraciju jezika Digitalnog predmeta (DIDL). DID model i DIDL predviđaju deklaraciju statičke strukture (uključujući identifikatore i metapodatke) u Digitalnom predmetu. DIP omogućuje autoru Digitalnog predmeta da osigura predloženu interakciju korisnika s Digitalnim predmetom.

## Evaluation Tools for Persistent Association
MPEG-21 pruža okvir unutar kojeg su okupljeni mnogi elementi multimedije. Za rukovanje takvim sadržajem potrebni su alati koji mogu stvoriti i upravljati s vezom između sadržaja i metapodataka koji se odnose na sadržaj unutar MPEG -21. Alati temeljeni na tehnikama poznatim kao "vodeni žig" i "otisak prstiju" nude sredstva za formiranje takve skupine, pri čemu informacije mogu izravno biti ugrađene unutar sadržaja ili pretpostavljene iz samog sadržaja. Takvi alati se nazivaju Persistent Association Technologies (PAT). Uvažavajući da standardizacija Persistent Association Technologies trenutno dostupna u MPEG-21, ISO/JEC JTC 1/SC 29/WG 11 (MPEG) ispituje mogućnosti koje će joj osigurati da pomogne industriji da usvoji PAT.

## Izvještaj o događaju
Zahtjev za Event Reporting početku došao iz potrebe nositelja prava da bude u mogućnosti pratiti korištenje sadržaja zaštićenog autorskim pravima u komercijalnom okruženju. Do sada, su postojala samo nepotpuna i neuskladiva rješenja za izvještavanje korištenja sadržaja i MPEG-21 je ponudila idealnu priliku da se standardiziraju i Event Reporting proces i format. Event Reporting unutar MPEG-21 pruža standardizirana sredstva za "objavljene događaje". Takav Event Reporting može se odnositi na korištenje Digitalnog predmeta na mreži ili na pojavu događanja vezanih uz samu mrežu. Na primjer, događaj koji se odnosi na korištenje Digitalnog predmeta bi mogao biti renderiranje (ili puštanje / play) resursa povezanih s Digitalnim predmetom.

## Identifikacija fragmenata
On navodi normativni sintaksu za URI Fragment identifikatora koji će se koristiti za adresiranje dijelova bilo kojeg resursa na internetu i pripadaju jednom od medijskih formata:
- audio / mpeg
- video / mpeg
- video / mp4
- audio / mp4
- aplikacija / mp4
- video / MPEG4-visual
- aplikacija / mp21

Alati navedeni u ovom dijelu ISO/IEC 21000 omogućuju identifikaciju dijela resursa osiguravajući format za upućivanje na dio koji koristi Fragment identifikator.

## Streaming Digitalnog predmeta
On omogućuje inkrementalnu isporuku Digitalnog predmeta (DID, metapodataka, resursa) u komadu s vremenskim ograničenjima na način koji prima korisnik koji može postupno konzumirati taj Digitalni predmet. DIS definira Bitstream Binding Language (BBL) za tu namjenu.

## Media Value Chain Ontology
Ovaj dio navodi strojno čitljivu ontologiju lanca medijskih vrijednosti definirajući minimalan skup vrsta intelektualnog vlasništva, i uloge korisnika u interakciji s njima, te relevantne radnje u svezi intelektualnog vlasništva među ostalim značajkama. MVCO je dizajniran da predstavljaju zajedničke aspekta stvaranja sadržaja, distribucije, uporabe i rukovanja. Izvještavanje o događaju bavi se metrikarna i interfejsima koji omogućavaju korisnicima da upravljaju događajima u okruženju.

## Vanjske poveznice
- MPEG-21 Standard